# Euchalcia chalcophanes
Euchalcia chalcophanes là một loài bướm đêm trong họ Noctuidae.